# Peter Briner

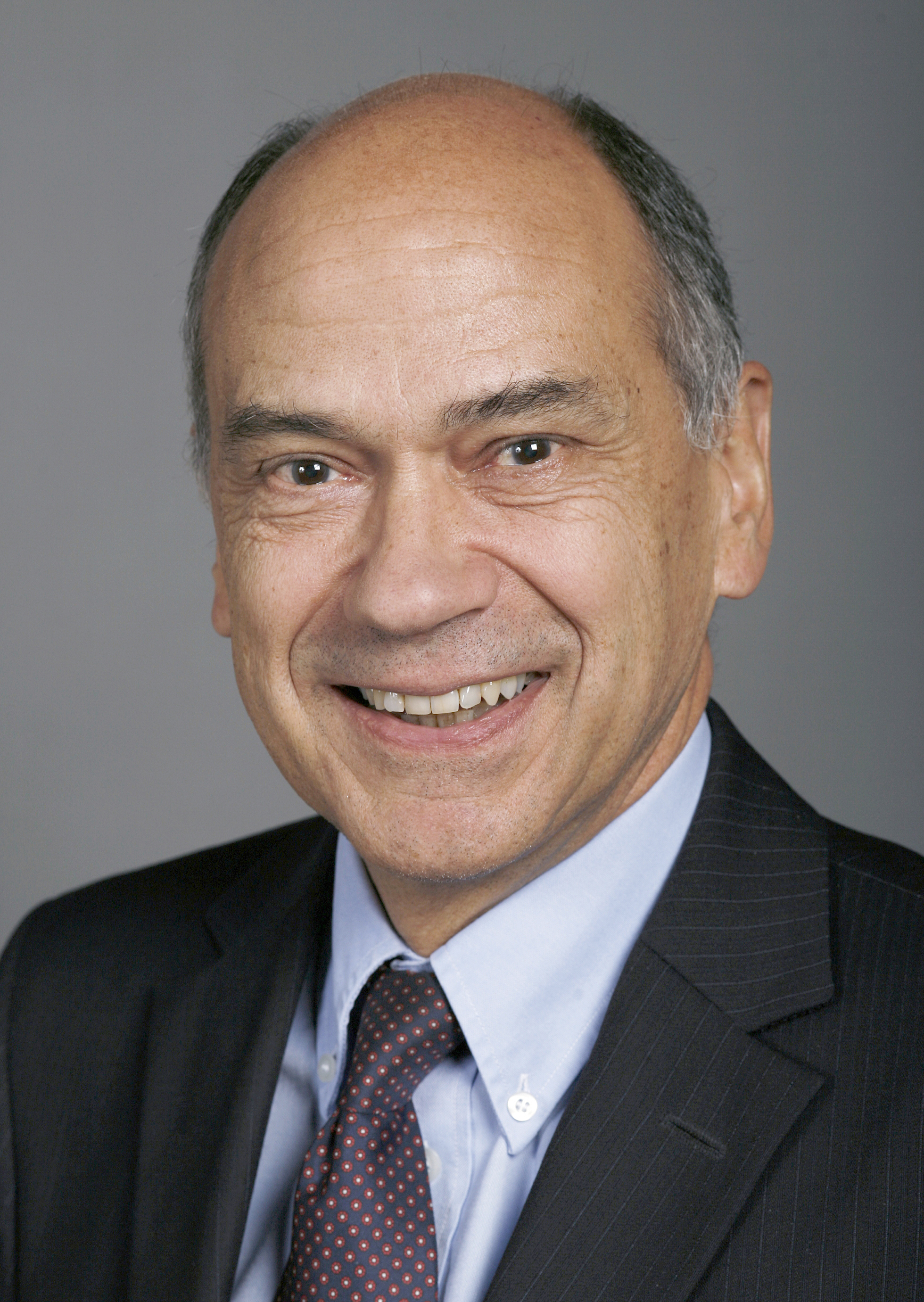
Peter Briner

Peter Briner (* 1. November 1943 in Zürich, heimatberechtigt in Zürich und Schaffhausen) ist ein Schweizer Politiker (FDP).

## Biografie
Der studierte Ökonom baute in den USA einen Importhandel für Sportbekleidung auf. 1968 trat er in die Schoeller Albers AG ein, zu deren Direktor er 1981 befördert wurde. Von 1987 bis 1999 war er hauptamtlicher Regierungsrat und leitete das Finanzdepartement, das im Kanton Schaffhausen auch für die Justiz und die Gemeinden zuständig ist. Seit den Wahlen 1999 war er für den Kanton Schaffhausen im Ständerat; er wurde im ersten Wahlgang gewählt. 2003 und 2007 wurde er, jeweils im ersten Wahlgang, wiedergewählt, 2011 trat er nicht mehr zu den Erneuerungswahlen an. Nebenbei bekleidete er Verwaltungs- und Beiratsmandate.